# بوخووکو
بوخووکو (به لهستانی:  Bochówko) یک روستا در لهستان است که در گمینا چارنا دانبرووکا واقع شده‌است. بوخووکو ۱۱۴ نفر جمعیت دارد.